# Баниця (Болгарія)
Ба́ниця (болг. Баница) — село у Врачанській області Болгарії. Входить до складу общини Враца.

## Населення
За даними перепису населення 2011 року у селі проживали 1149 осіб.
Національний склад населення села:
| Національність   | Кількість осіб | Відсоток |
| ---------------- | -------------- | -------- |
| болгари          | 642            | 77,1 %   |
| цигани           | 184            | 22,1 %   |
| не визначились   | 3              | 0,4 %    |
| Всього відповіли | 833            |          |

Розподіл населення за віком у 2011 році:
Динаміка населення: